# Bulbophyllum plagiopetalum
Bulbophyllum plagiopetalum là một loài phong lan thuộc chi Bulbophyllum.